# غيداء الأيوبي
غيداء الأيوبي وُلِدَتْ شَّاعِرَةُ من الْكُوَيت ولدت عَامَ 1959م، ونَظَّمَتْ أُولَى مُحَاوَلاَتِهَا الشِّعْرِيَّةِ وَهِي فِي سِنِّ الثَّانِيَةِ عَشَر وهي تَكْتُبُ بِالْفِطْرَة، وفِي مَرَاحِلٍ مُتَقَدِّمَةٍ مِنْ عُمْرِهَا اجْتَهَدَتْ فِي تَعَلُّمِ أَوْزَانِ الْخَلِيِلِ لِلشِّعْرِ الْعَرَبِيِّ، وهِيَ شَاعِرَةٌ وَ فَنَّانَةٌ تَشْكِيِلِيَّةٌ، وَهِيَ أبْنَةُ عَمِيِدِ الأَدَبِ الْعَرَبِيِّ الشَّاعِرُ الْكُوَيْتِيُّ الرَّاحِلُ مَحْمُود شَوْقِي الأَيُّوبِي.
تَتَنَفَّسُ شِعْراً، تَمْسِكُ فِي إِحْدَى يَدَيْهَا رِيِشَةَ فَنَّانٍ مَوْهُوبٍ وَ فِي الأُخْرَى مِصْرَاعَ الشِّعْرِ.
لُقِّبتْ بِـــ.. ( شَاعِرَةُ الْحَيَاةِ ) لِمَا تُوحِي قَصَائِدُهَا بِالتَّفَاؤلِ والأَمَلِ رُغْمَ نَبْرَةِ الحُزْنِ الذِّي يَطْغَى عَلَى مُجْمَلِ أَشْعَارِهَا.
قَدْ تَرَاهَا فَرَاشَةً مُرَفْرِفَةً فَوْقَ الْوُرُودِ أَوْ نِسْراً مُحَلِّقاً فِي الْفَضَاءِ.
تَعِيِشُ فِي عَالَمٍ خَاصٍّ بِهَا حِيِنَمَا تَتَمَكَّنُ مِنْهَا مَلَكَةُ الشِّعْرِ فَتُبْحِرُ فِي سَمَاءِ مَشَاعِرِهَا
لِتُمْطِرَ غُيُومُهَا فَيْضاً مِنَ الاَحَاسِيِسِ الوِجْدَانِيَّةِ مُتَرْجَمَةً بِكَلِمَاتٍ عَذْبَةٍ
تَنْقُلُ الْمُسْتَقِي تَارَّةً إِلَى أَحَدِ بَسَاتِيِنِهَا وَتَارَّةً أُخْرَى إِلَى الْمَجْهُولِ.
مَنْ يَقْرَأُ لِلشَّاعِرَةِ غَيْدَاء الأَيُّوبِي يَشْعُرُ بِأَنَّهُ انْتَقَلَ مَعَهَا بِكُلِّ جَوَارِحِهِ إِلَى الاَمَاكِنِ الَّتِي تُصَوِّرُهَا وَتُحَرِّكُهَا وَ تَبْعَثُ فِيِهَا الْحَيَاةِ، فَيَشْعُرُ وَ يَسْمَعُ و يَرَى و يَتَفَاعَلُ دُونَ كَلَلٍ أَوْ مَلَلٍ .
الحياة مسرحها الكبير، أحياناً تجدُها في ملابسها أو أغراضها العاديَّة وأحياناً تجدُها في صلاتها وأحياناً في مرضها وأحياناً في مرضها وأحياناً في سفرها، ماردُها يستقيظ حين تلامس أصابعها قلمها، واقُعها خيالها الخاصُّ وخيالها واقعها المتفرد، ربما هي من القلائل الذين يصنعون واقعهم من داخلهم حين يصطدمون بواقع لا يجدون فيه ما يشعرهم بالرَّاحة، تلعبُ دور المهندس المصمم في بناء القصيدة ببراعةٍ واقتدارٍ وخاصةً في انتقاء موقع كل مفردة على خارطة القصيدة، لديها جيناتٌ شعريةٌ لا يمتلكها شاعرٌ على الإطلاق، جينات غريبةٌ جداً... عصيةٌ فريدةٌ، دائماً ترمي على الوجوه وردةً تسمى: الذُّهُول، ويكفي الشعرُ روعةً منها أنها من القلائل الذين لهم لونٌ خاصٌّ بهم ويسمى باسمهم، قصائدها من اسمها، قصائدُها غيداوتٌ من غيداء.
غيداء هي الجمال والتفاؤل وهي الحُزْنُ النبيلُ مهما اشتدَّت وطأته، وقد لاحظت شخصياً أن خلاصة تجربتها الشعرية تقومُ على كيفية التعامُل مع أمور الحياة والتمتع بجمالها وغرابتها والتأقلم معها بأي شكل من أشكالها المقدَّرة من خلال ترجمة طاقة النفس الكامنة إلى طاقة إيجابيَّة مع الحياة.
في النهاية تبقى تجربتُها الشعريَّة من التجارب الرائدة بالنسبة للكثير، لأنها تعيشُ اللحظة وتتآصرُ معها بكل جوارحها وتشتف منها ما يجعلها تقولٌ: أنا غيداء (شاعرة الحياةِ).
وهي بديوانها الأوَّل تطلُّ علينا من نافذة الحياة الكبيرة لتُلامس وجداننا من الدَّاخل وبفطرةٍ تجسدُ الرَّوعة التي أطرتها بأسلوبها الفريد، وفي حضرة الشعر أرواحنا يطيبُ لها المقامُ.
أول ديوان لها هو ديوان عناق الفراق ويحتوي على 42 قصيدة

## من قصائدها
دَوْلَةُ الْحُبِّ

تَطَرَّ بِفَيْضِ الْحُبِّ فِي حُجْرَةِ الْوَجْدِ
وَفِي الرَّوْنَقِ الشَّفَّافِ فِي الرُّوحِ وَالْغِمْدِ
وَعِشْ رَوْعَةَ الأَنْدَاءِ فِي رَغَدِ النَّوَى
فَفِيِهَا صَفَاءُ النَّفْسِ وَالْقَلْبِ وَالْكِبْدِ
إِذَا نِلْتَ مِنْ أَحْبَأبِكَ الْوِدَّ رَائِقاً
فَطِبْ بِرَبِيِعِ الْعَيْشِ فِي رَوْضَةِ السَّعْدِ
يَسِيِرٌ عَلَى الإِنْسَانِ أَنْ يَحْضِنَ الْمُنَى
إِذَا لَمْلَمَ الآمَالَ مِنْ دَوْحَةِ الْحَمْدِ
وَكَمْ هُوَ صَعْبٌ أَنْ يُلاَقِي رَبِيِعَهُ
إذَا كَتَّفَ الأَزْهَارَ فِي قَبْضَةِ الْجَحْدِ
فَكَمْ وَرْدَةٍ تَحْتَاجُ مِنْكَ رِعَأيَةً
وَكَمْ مِنْ أَرِيِجٍ قَدْ تَلاَشَى مَعْ الْفَقْدِ
وَهَلْ يَستَقِرُّ الْوَرْدُ إِلاَّ بِرَوْضَةٍ
بِهَا الرَّائِقُ السَّلْسَالُ يَجْرِي لِيَسْتَجْدِي ؟!
إِذَا رُمْتَ لأْلاَءَ الزُّلاَلِ فَإِنَّهُ
يَصُبُّ مِنَ الْوِجْدَانِ فِي صَفْوَةِ الرَّغْدِ
يَسِيِحُ حَلاَلاً فِي الْعَطَأيَا كَأَنَّهُ
يَمُدُّ نَقَاءَ الْعَهْدِ مِنْ عُهْدَةِ الْوَرْدِ
كَرِيِمُ الْهَدَأيَا يَسْتَحِقُّ جَنَائِناً
وَمَنْ يَبْخَسَ الإِهْدَاءَ يَحْيَا بِلاَ حَصْدِ
سَلاَمٌ عَلَى مَنْ يَحْمِلَ الْحُبَّ رَأيَةً
كَمَا النَّهْرِ مِنْ وَهْدٍ يَطُوفُ إِلَى وَهْدِ
وَلاَبُدَّ مِنْ سَلْوَى إِلَى مُتَكَرِّمٍ
تُسَلِّيِهِ أَوْ تَرْوِيِهِ مِنْ سَائِحِ الشَّهْدِ
وَحَقٌّ لِمَنْ يَخْتَالُ فِي قَلْبِهِ الْهُدَى
بِأَنْ يَفْرِشَ الطَّأوُوسَ فِي غُرْفَةِ الْوَعْدِ
لِكُلِّ امْرِءٍ مِنْ ذِي الْحَيَاةِ نَصِيِبُهُ
وَلاَ يَنْصِبُ الإِنْسَانَ حَظٌّ بِلاَ جُهْدِ
تَأَنَّ فَإِنَّ الْمَرْءَ لَيْسَ مُسَيَّراً
لِتَمْتَلِكَ الأَخْيَارَ فِي صِحَّةِ الرَّوْدِ
وَإِنْ كَانَ حَظُّ الْخَيِّرِيِنَ شَقَاءَهُم
فَإِنَّ أبْتِلاَءَ اللهِ رِزْقٌ لِذِي هَوْدِ
إِذَا شِئْتَ مِنْ أَغْصَانِكَ الْوَرْدَ فَاسْقِهَا
فَإِنَّ غُصُونَ الْوَرْدِ بِالْقَحْطِ لَنْ تُجْدِي
وَلاَ تَجْرَحِ الْوَرْدَ الرَّقِيِقَ بِغَفْلَةٍ
فَفِي غُصْنِهِ الأَشْوَاكُ تَحْتَدُّ بِالْكَيْدِ
وَإِنْ شِئْتَ أَنْ تَحْيَا بِأَرْضِكَ قَاسِياً
فَإِنَّ صُرُوفَ الدَّهْرِ شَفْرِيَّةُ الْجَلْدِ
هَنِيِئاً لِمَنْ يُهْدِي الْحَيَاةَ رَحِيِقَهُ
لَيَنْعَمَ بِالأَطْيَأبِ فِي جَنَّةِ الْخُلْدِ
فَقَدِّمْ مِنَ الْقَلْبِ الَّذِي أَنْتَ تَشْتَهِي
وَخُذْ مَا يُرِيِدُ الْقَلْبُ فِي دَوْلَةِ التَّيْدِ

## روابط خارجية
- غيداء الأيوبي في بوابة الشعراء